# Adolphe Teikeu
Adolphe Teikeu Kamgang (Bandjoun, 1990. június 23. –) kameruni válogatott labdarúgó, a Caen játékosa.

## Pályafutása

### A válogatottban
2009-ben a kameruni U20-as labdarúgó-válogatott tagjaként részt vett a U20-as labdarúgó-világbajnokságon.
2016. március 29-én debütált a kameruni labdarúgó-válogatottban a dél-afrikai labdarúgó-válogatott ellen. Tagja volt a győztes válogatottnak, amely a 2017-es afrikai nemzetek kupáján vett részt. A 2017-es konföderációs kupán is tagja volt az utazó keretnek.

## Sikerei, díjai
- Kamerun
  - Afrikai nemzetek kupája: 2017